# Болеслав Гетце
Болеслав Ґьотце або Болеслав Ґетце (пол. Bolesław Goetze, нім. Boleslav Götze, народився 6 квітня 1888 року у польському місті Пабяніце, Паб'яницький повіт, Лодзьке воєводство, помер 10 січня у 1962 році у місті Кітченер в провінції Онтаріо у Канаді ) – польський священник і баптистський активіст, перекладач та видавець релігійної літератури.

## Життєпис
Народився Болеслав в місті Паб'яніце 6 квітня 1888 року. Його батько, Ян Генрік, був лютеранином, а мати Анна – католичкою. Сам він був затверджений в Євангелічно-Аугсбурзькій церкві у віці 14 років, але після контакту з баптистським рухом був охрещений 25 лютого 1903 року у баптистській церкві в Лодзі. У 1907–1909 рр. навчався у баптистській духовній семінарії міста Лодзь. А потім, до кінця 1918 р., працював в декількох громадах в Україні на Волині. В роках 1919-1922 він очолював церкву у Лодзі-Хойни, в той самий час, що діяв в Польщі як тюремний капелан і редактор видання німецьких баптистів під назвою Хаусфройнд. З 1922 року працював у Російському місіонерському товаристві. Він був одним із засновників та провідних активістів Товариства взаємодопомоги євангельських християн у Варшаві, створеного в 1924 році, та Християнської місіонерської асоціації, створеної в 1930 році. У 30-х роках XX століття він заснував власний штаб місії у Варшаві, який займався видаванням та розповсюдженням християнської літератури та публікацій польською, російською та німецькою мовами (крім польської та німецької, він володів українською, російською, голландською та англійською мовами). Болеслав друкував, зокрема, Новий Завіт та Псалтир польською та російською мовами, а також три журнали польською, російською та німецькою мовами. Він заснував під Варшавою притулок для бідних дівчаток і активно допомагав усякій місіонерській діяльності.

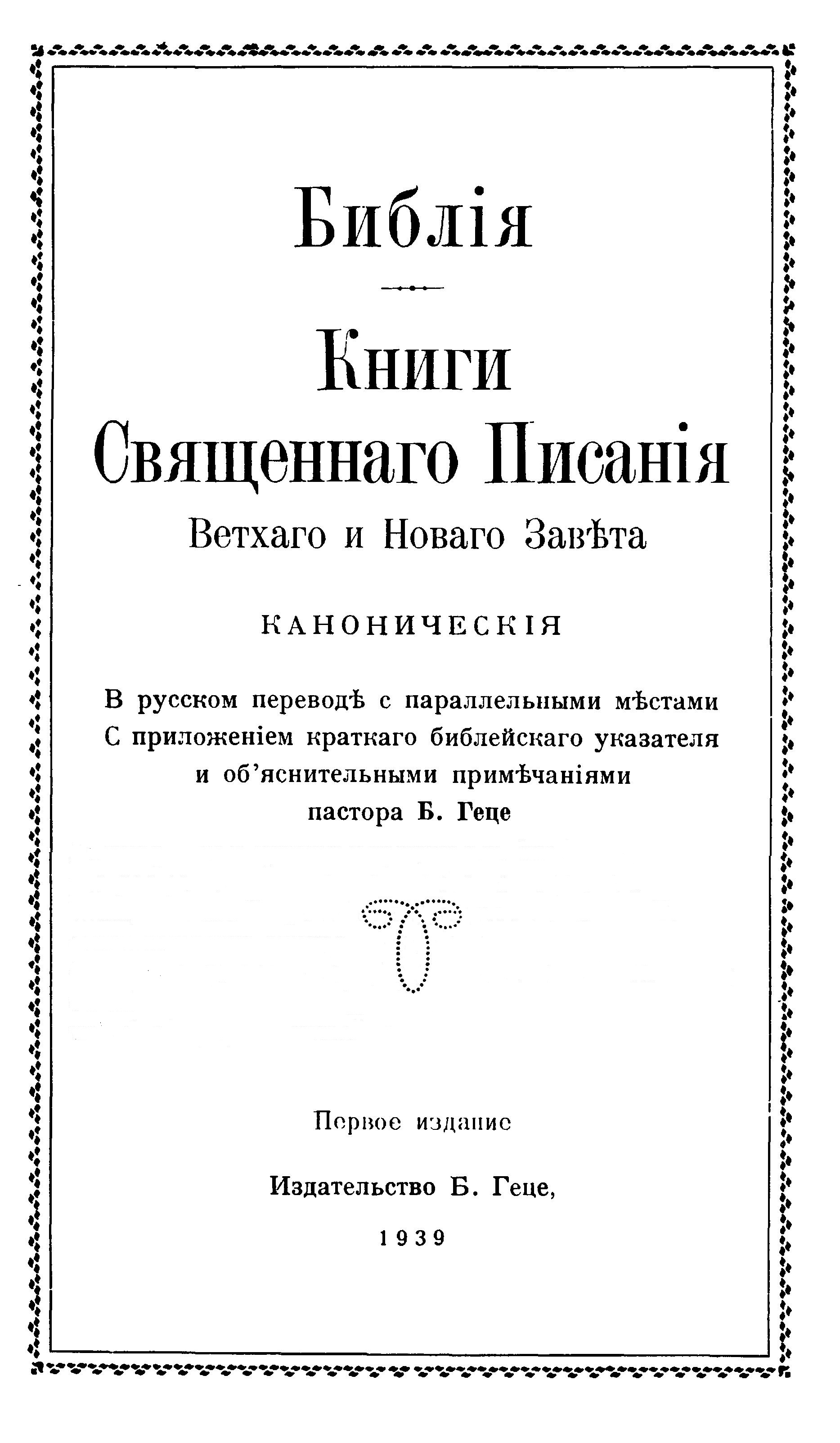
Титульна сторінка пізнього перевидання Біблії Геце

Після початку другої світової війни, 23 вересня 1939 року, коли фашистська Німеччина напала на Польщу, під час бомбардування Варшави одна з бомб впала на будинок, де жила сім'я Ґьотце. Один з сімох дітей Ґьотце був важко поранений в голову. Німецька окупаційна влада частково знищила чи конфіскувала значну частину його ще не розповсюджених видань, що остаточно припинило видавничу діяльність Болеслава. Сім'я Ґьотце емігрувала до Німеччини, а потім у 1954 р. переїхала до Канади, де він помер 10 січня 1962 р. у Кітченері.  Болеслав Ґьотце помер на сімдесят четвертому році життя далеко від батьківщини, не дочекавшись другого видання Біблії, над якою працював багато років.